# Embia sinuosa
Embia sinuosa är en insektsart som beskrevs av Ross 1966. Embia sinuosa ingår i släktet Embia och familjen Embiidae. Inga underarter finns listade i Catalogue of Life.